# Mycetosoritis
Mycetosoritis é um gênero de insetos, pertencente a família Formicidae.